# 孔子 (テレビドラマ)
『孔子』（こうし、原題：孔子春秋）は2011年の中国のテレビドラマ。全38話。

## 概要
死後、弟子たちによって編纂された「論語」を生んだ儒家の始祖にして、中国春秋時代の思想家、哲学者としても知られる孔子（こうし）。
多くの名言・格言を生み、現代の道徳の基礎を築いたと言われる孔子の波乱に満ちた生涯を、
全38話という壮大なスケールで描く。

## あらすじ
周王朝が衰退の一途をたどり、諸国の覇権争いが激化していた春秋時代。斉国では、のちに孔子の母となる
顔徴在（がんちょうざい、ソン・ジア）が敵討ちのために人を殺め、
死罪に処されようとしていた。だが、その場に居合わせた楚国の特使・熊伯（ゆうはく）に命を救われる。
熊伯は斉国と楚国が組み、魯国を分割しようと目論んでいたが、
それを知った魯の将軍・孔叔梁（こうしゅくりょう、ワン・シュエチー）に暗殺されてしまう。
計画を阻止するも部下をすべて殺された孔叔梁は、顔徴在に助けられ斉国から脱出。
２人は雪の中をさまようなど数々の危機を迎えるが、からくも魯国にたどりつく。
魯国では、王が家臣たちと斉国への対応を協議し、孔叔梁の処遇については意見が分かれていた。
一方、孔叔梁と尼丘山で暮らし始めた顔徴在は、彼の子どもを身ごもることに。孔叔梁は、尼丘山にちなみお腹の子を「丘（きゅう）」と名付ける…。

## スタッフ
- 監督：張黎、劉淼淼
- 脚本：張挺
- 特殊メイク：江川悦子
- 編集：劉淼淼
- 日本語版演出：市来満

## 楽曲
- 仲尼

作詞：葛根塔娜
作曲：張宏光
歌：曹芙嘉

## 登場人物・キャスト
- 孔丘：チュウ・ガンリーヤオ（声：野島裕史〈青年期〉、野島昭生〈壮年期〉、少年期：ワン・ズーガン（声：まつだ志緒理）

儒家の祖。字は仲尼。のちに孔子と呼ばれる。
- 孔叔梁（中国語版）：ワン・シュエチー（声：樋浦勉）

魯の上将軍。孔丘の父。
- 顔徴在：ソン・ジア（声：村井かずさ）

孔丘の母。
- 幵官氏：イー・シャン（声：みさお）

孔丘の妻。
- 孔鯉：チェン・チュドン（声：河合みのる）、少年期：鄭凌軒、幼年期：馬禹諍、幼児期：労煥杰

孔丘の息子。字は伯魚。
- 孔伋：劉佳楽

孔鯉の息子で孔丘の孫。
- 魯の襄公：ニー・ダーホン（中国語版）（声：佐々木勝彦）

姓は姫。魯の23代君主。
- 寺人：陳捷（声：渡辺広子）

魯・襄公付きの宦官。
- 魯の定公：姚奕辰（声：朝比奈拓見）、少年期：崔明宏、幼年期：孫錫堃

魯・襄公の子。襄公が斉に逃れたのち新王に祭り上げられる。
- 季札：スン・チュン（声：大川透）

姓は姫。呉の初代王寿夢の四男。王位を継ぐ事を期待されていたが拒み放浪の旅に出る。孔丘の師。
- 陽虎：ダン・ハオ（声：宮本克哉）、少年期：チェン・ジーユー（声：藏合紗恵子）

孔丘の幼なじみ。季孫家に身を売り家老にまで登りつめる。
- 陽虎の父：紀君

季孫家の馬番。
- 少正卯（中国語版）：ユエン・ウェンカン（声：柳田淳一）、少年期：リャン・ハオ（声：渡辺広子）

孔丘の幼なじみ。権謀術数をめぐらせ孔丘から不仁不義の友と疎まれる。
- 少正卯の母：李文穎

風呂場で客の背を拭く。
- 子貢：ジョウ・イーウェイ（声：咲野俊介）

衛の商人で子の弟子。本名は端木賜（たんぼくし）。このドラマの語り部。
- 小姜：マオ・ジュンジェ（声：味里）、少女期：クアン・シャオトン（声：味里）

孔丘の幼なじみ。幼い孔丘が思いを寄せる。陽虎の子を身ごもるが少正卯に嫁ぐ。
- 季孫意如（中国語版）：チャン・チージエン（声：上別府仁資）

魯の司徒。三桓氏の一人。
- 公山不狃：グー・ホンウェイ（声：水越健）

晋の剣士で季孫意如の食客となる。のちに陽虎と義兄弟の契りを結ぶ。
- 仲梁懐：ゴン・レイ（声：星野健一）

季孫意如の食客。陽虎と義兄弟の契りを結ぶ。
- 季孫斯（中国語版）：ワン・ジーミン（声：水越健）、少年期：雅寧

季孫意如の息子。孔子の弟子だが周りの言葉に惑わされる。
- 季孫斯の妹：夏侯琪誉

斉・景公に嫁ぐ。
- 叔孫成子（中国語版）：マー・ウェイフー

魯の司馬。三桓氏の一人。
- 孟孫氏（中国語版）：リゥ・リーウェイ

魯の司空。三桓氏の一人。
- 南宮敬叔（中国語版）：孫斌

孟孫氏の息子で孔子の弟子。
- 孟懿子（中国語版）：傅天驕

孟孫氏の息子で孔子の弟子。南宮敬叔の兄。
- 曼父：ゾン・ヤン

孔叔梁の副将。
- 郈昭伯（中国語版）：チェン・サンムー

魯の大夫。季孫意如との闘鶏の賭けで負ける。
- 孔夫人：イェン・シャオピン

孔叔梁の正妻。
- 孟皮（中国語版）：シュァンズー、少年期：王佩

孔叔梁の妾の子で孔丘の異母兄。
- 孟皮の母：樊昱君

孔叔梁の妾。
- 孔無加：チャン・ウェンイー、少女期：李若思、幼年期：雨婷児

孟皮の娘。
- 小虎：ペイ・シンレイ（声：時永洋）、少年期：田丹寧

陽虎と小姜の息子。
- 魯の哀公：啓航

魯の26代君主。定公の子。
- 公之魚：陳良

哀公の臣。孔丘一門を誹謗中傷する。
- 斉の荘公：ヤン・イー

斉の25代君主。魯の援助を断り楚と密約を交わそうとする。
- 子玉：チェン・リャン

斉の県の役人。
- 斉の景公：リゥ・ジィェン

斉の26代君主。名は杵臼。
- 晏嬰：ホァン・ルォモン（声：上別府仁資）

斉の宰相。乱世では孔丘の学問は役に立たないと主張する。
- 双喜：リー・ファン（声：種市桃子）

呉の出身。姉は斉の景公の寵姫の侍女。
- 如夫人：陳鉑西

斉・景公の寵姫。
- 顔無父：リゥ・グォグァン（声：秋元羊介）

元は周の御者。子産の友人。
- 周の景公：ミィ・ホンビン

周の24代王。
- 李耳：ワン・ジンソン（声：佐々木敏）

周の書庫の記録官。道教の始祖で老子と呼ばれる。
- 師襄：ワン・ファンドン

魯の音楽官。周で丘に琴を教える。
- 師曠：ティン・ジァシュ

晋の楽士で孔丘と周で出会が盲目となる。
- 子産：リゥ・ウェイミン

鄭の摂政で季札の親友。孔丘を新しい法律作りに誘う。孔丘は子産の死後に送られてきた鼎を前に今までの行いを反省する。
- 熊伯：リー・ウェンポ

楚王の叔父。楚の特使として斉国にきて奴隷の顔徴在を買う。
- 幵官：ルー・ポン

宋の将軍で幵官氏の父。
- 幵官奇：ウー・ジｬフェイ

幵官の息子で幵官氏の兄。
- 衛の霊公：蒋国印 （声：西村知道）

衛の29代君主。
- 南子夫人：リー・シンルー （声：冬馬由美）

衛・霊公の妃。
- 蘧伯玉（中国語版）：張世会

衛の大夫。孔丘の友人。
- 弥子瑕：姜世卓

衛・霊公の寵臣。
- 公叔戌（中国語版）：陳海（声：福田信昭）

衛で反乱を起こし匡の町を占領する。孔丘一門が衛王の命で攻めてきたと勘違いする。
- 史魚：姜世卓

衛の大夫。衛の地は殷にゆかりがあり衛の書庫に残る殷の史料を孔丘に見せる。
- 桓魋：

宋の司馬。自分の石棺を作るために近隣の住民に労役を課した。
- 陳の湣公：李明臣

陳の24代君主。孔丘一門は衛で南子夫人を救出した後、陳に立ち寄る。
- 司城貞子：

陳・湣公の側近。
- 楚の昭王：劉興盛

楚の王。
- 子西（中国語版）：剛立民

楚の令尹。楚・昭王の異母兄。
- 沈諸梁（中国語版）：賈博融

楚の将軍。孔丘一門が楚に着いて最初に立ち寄る負函の町を守る。
- 昭瞿：王歓

楚の有力な一族の出身。楚・昭王の命で孔丘を迎えにくる。
- 子夏：ゾン・ヤン（声：水越健）

孔子の弟子。文才がある。
- 曾参：ゴン・チョン

孔子の弟子。孔丘に後継者として認められ、孔丘の孫の孔伋の教育を託される。のちに曾子と呼ばれる。
- 子路：ビン・ズー（声 - 西村太佑 / 少年期 - 河原木志穂）

衛の剣豪で孔子の弟子。
- 曾点（中国語版）：シァホウ・ビン

孔子の弟子。曾参の父。
- 顔路（中国語版）：ソン・タオ

孔子の弟子。顔回の父。
- 顔回：タン・ゾン（声：小林親弘）

孔子の弟子。学問では孔子をも上回る。
- 冉有：ホウ・ユゥ（声：河合みのる）

孔子の弟子。勘定係。兵の訓練と兵站が得意で魯の将軍として戦うことも。
- 公西華（中国語版）：フー・ジャイー

孔子の弟子。
- 宰予：チャン・ジャジィァ

孔子の弟子。
- 公冶長：ユー・フェイ（声：河合みのる）

孔子の弟子。
- 公良孺（中国語版）：時暁飛

孔子の弟子。元は魯の兵。
- 冉伯牛：時光（声：中村大樹）

孔子の弟子。曲阜の出身だが食べるために衛の兵になった。
- 有若：李東学

孔子の弟子。衛の出身で兵法に長ける。

## 各話タイトル
| - 第1話 尼丘山の誓い - 第2話 孔子誕生 - 第3話 母の願い - 第4話 季札に学ぶ - 第5話 初めての旅立ち - 第6話 晋から来た剣客 - 第7話 師との別れ - 第8話 本当の孝行 - 第9話 官職に就く - 第10話 帰ってきた少正卯 - 第11話 宋の許嫁 - 第12話 嫁を取る - 第13話 子路との対決 - 第14話 老子の教え - 第15話 闘鶏騒動 - 第16話 斉に逃れる - 第17話 不仁不義の友 - 第18話 棺と共に帰る - 第19話 季孫意如の遺言 | - 第20話 六国出兵 - 第21話 君子の儒 - 第22話 子貢の計略 - 第23話 食糧不足 - 第24話 曲阜の戦い - 第25話 反乱の終わり - 第26話 夾谷の会 - 第27話 揺るがぬ決意 - 第28話 曲阜陥落 - 第29話 亡き師との再会 - 第30話 少正卯の最期 - 第31話 新たなる旅へ - 第32話 南子と孔丘 - 第33話 弟子たちの心配 - 第34話 南子を助ける - 第35話 絶食の7日間 - 第36話 魯への帰還 - 第37話 先立つ弟子たち - 第38話 捕まった麒麟 |